# Трелл, Велло
Велло Трелл (эст. Vello Trell; 12 июля 1956 года в Йыхви) — эстонский художник.

## Биография
Трелл родился в городе Йыхви и начал заниматься живописью в 1973 году. Формирование его творчество пришлось на годы, когда Трелл, вместе Рейном Кельпманном, работал художником по рекламе при Таллиннском II продторге (в то время находился на углу улиц Сэпа и Копли). Важным импульсом в творчестве Трелла тех времен являлось психологическое состояние человека, жившего в репрессивном советском обществе.
Живопись служила для Трелла возможностью выразить внутреннее напряжение от происходящего вокруг. В то время родилось множество фигуральных произведений, в которых доминировал психологический символизм, в многослойности же его работ скрывалась свойственная Треллу ирония. Очевидно, что в рамках системы тех времен все эти произведения могли попасть на выставки только пройдя отбор строгой цензуры, но было достаточно и тех произведений, которые так и не оказались на выставках из-за осторожности жюри.
В конце 1980-х — начале 1990-х годов почерк Трелла несколько изменился. В нём стало больше символизма и абстрактных элементов. В Эстонии произведений того времени сохранилось не много, потому что большинство работ оказались в Финляндии или где-то ещё за границей.
В 1992 году, когда художник работал на острове Сааремаа, его картины становятся все более абстрактными, среди них встречается всего несколько портретов. В конце 1990-х начинается продолжительный период экспрессивного абстракционизма, во время которого Трелл работает с разным материалом, его творчеству свойственен интенсивный колорит. Стоит отметить, что интенсивность, которая проявляется в ходе длительной работы над картинами, делает их особенно ценными.
В творчестве начала 2000-х появляются свойственные эклектизму элементы. Темы варьируются от видов города до полного абстракционизма, в котором всегда доминирует философия.

## Выставки
- Галерея Kilpkonna galerii — совместная выставка с Рейном Кельпманном (1998)
- Картинная галерея Кивисилла в Тарту (2001)
- Ретроспектива Рейна Келпмана и Велло Трелла в Тартуском художественном музее (2001).
- Выставка работ Рейна Кельпанна и Велло Трелла «Старые вещи» (2002)